# Gustav Angenheister (Geophysiker, 1878)
Gustav Heinrich Angenheister (* 26. Februar 1878 in Cleve; † 28. Juni 1945 in Göttingen) war ein deutscher Geophysiker.

## Leben
Gustav Angenheister studierte bis 1902 Mathematik und Naturwissenschaften in Heidelberg, Münster, München und Berlin. Im Dezember 1902 schloss er sein Studium an der Universität Berlin mit der Dissertationsschrift Beiträge zur Kenntnis der Elastizität der Metalle. ab. Nach seiner Assistenzzeit bei Professor Ouinke am Physikalischen Institut der Universität Heidelberg und einem einjährigen Militärdienst wechselte er 1905 an das Institut für Geophysik in Göttingen, wo er Assistent von Emil Wiechert wurde.
Von 1907 bis 1909 arbeitete er am Samoa-Observatorium, 1910 untersuchte er auf Island den Zusammenhang zwischen geomagnetischen Störungen und Polarlichtern. Ein weiterer Karrieresprung erfolgte 1911 durch seine Habilitation in Göttingen, wobei sein Hauptarbeitsgebiet die Oberflächenwellen von Erdbeben darstellten.
Ab Sommer 1911 verbrachte er weitere zwei Jahre auf Samoa, heiratete im Mai 1914 seine Frau Edith (geb. Tammann) und wurde bis zum Jahr 1921 Leiter des Samoa-Observatoriums. Während des Ersten Weltkrieges geriet er mehrere Monate in Gefangenschaft.
1922 ging er an das Geodätische Institut Potsdam (auf dem Telegrafenberg), wo er ab 1926 Leiter der Geophysikalischen Abteilung war. Im gleichen Jahr (1926) erhielt er eine Professur an der Technischen Universität Berlin. Nach Wiecherts Tod trat Angenheister 1928 dessen Nachfolge als Direktor des Instituts für Geophysik in Göttingen an.
Darüber hinaus gehörte Angenheister unter anderem mit Karl Erich Andrée, Immanuel Friedländer, Beno Gutenberg, Franz Kossmat, Gerhard Krumbach, Karl Mack, Ludger Mintrop, Peter Polis, August Heinrich Sieberg und Emil Wiechert zu den Gründungsmitgliedern der am 19. September 1922 in Leipzig gegründeten Deutschen Seismologischen Gesellschaft, der heutigen Deutschen Geophysikalischen Gesellschaft. Ab 1926 war er Mitglied der Göttinger Akademie der Wissenschaften. Seit 1. November 1933 war er förderndes Mitglied der SS und seit 25. Januar 1934 Mitglied im DLV. 1934 wurde er zum Mitglied der Gelehrtenakademie Leopoldina gewählt.